# Youyi Bridge

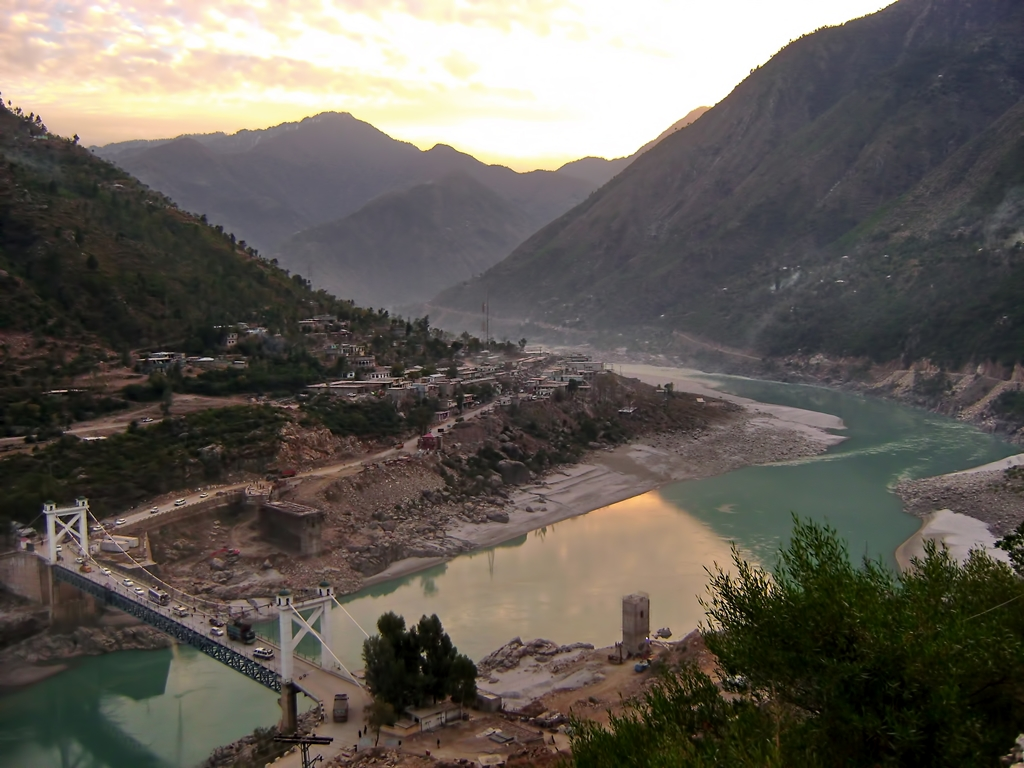
De Youyi Bridge (linksonder) over de Indus.

De Youyi Bridge (Vertaald Vriendschapsbrug, Chinees: 友誼橋) is een brug die onderdeel is van de Karakoram Highway in  de Noordelijke Gebieden in Pakistan die het land verbindt met de Tibetaanse Autonome Regio in de Volksrepubliek China.
De brug werd tussen 1966 en 1978 gebouwd over de Indus. De brug bevindt zich in Thakolt, aan het eind van de Chinees-Pakistaanse Karakoram Highway. De brug kreeg de naam Youyi (Chinees voor vriendschap) omdat zich onder de honderden tijdens de bouw omgekomen bouwvakkers, naast Pakistanen ook veel Chinezen bevonden.